# Mete miedo
Mete miedo es una película de terror sobrenatural argentina de 2022 dirigida por Néstor Sánchez Sotelo. Narra la historia de una oficial de policía que se ve atormentada por un extraña figura demoníaca luego de haber presenciado accidentalmente un ritual siniestro. Está protagonizada por María Abadi, Melisa Garat y Marco de la O. La película se estrenó mundialmente el 26 de agosto de 2022 durante el Festival Internacional de Cine de Horror de la Ciudad de México, mientras que tuvo su lanzamiento limitado en las salas de cines de Argentina el 29 de septiembre de 2022.

## Sinopsis
Camila es una agente de la policía que durante un operativo presencia accidentalmente un ritual satánico, donde sus integrantes se autosacrifican prendiéndose fuego, y a causa de esto le quedan quemaduras por todo su cuerpo, lo que la lleva a caer en un estado de coma. Tras su recuperación no vuelve a ser la misma, por lo cual su amiga fiscal Fátima y su colega y expareja Ángel deciden investigar los hechos. Durante ese proceso, Camila se verá acechada por la figura femenina siniestra que lideró el ritual y la obliga tanto con ella como con sus amigos a participar de un juego mortal llamado «Mete miedo». 

## Reparto
- María Abadi como Fátima Constanzo
- Melisa Garat como Camila Rivas
- Marco de la O como Ángel Pierri
- Ruby Vizcarra como Líder de la secta
- Fiorela Duranda como Fátima (niña)
- Rafaella Pampiglione como Nuria
- Roberto Romano como Fotógrafo
- Celeste Gerez como Dra. Fernández
- Daniel Reyes como Perito
- Jorge Booth como Dr. Grimaldi
- Macarena Suárez como Oficial Suárez

## Recepción

### Comentarios de la crítica
En el sitio web Todas las críticas, la película posee una aprobación del 44% basado en 7 reseñas. Emiliano Basile de Escribiendo cine señaló que la cinta posee «un trabajo muy cuidado desde el arte», pero que desde el montaje es despareja en tanto « por momentos logra su cometido, mientras que en otros pasajes abusa del recurso rompiendo el efecto buscado». Diego Curubeto de Ámbito Financiero destacó que la película presenta un «excelente trabajo de cámara y fotografía y la notable actuación de Melisa Garat como la policía comatosa», aunque cuestionó que falla en su coherencia narrativa. Manuel Germano de Ociopatas otorgó al filme una reseña negativa afirmando que «Mete miedo resulta fallida, toma referencias del género y las intenta utilizar todas juntas. Malas decisiones y una pretensión desmedida arrojan como resultado una historia que no encuentra solidez ni logra su cometido».
En una reseña para A sala llena, Gustavo Castagna escribió que el director «presenta climas acordes a este tipo de relatos [cine de terror]», pero que «la película juega a dos puntas, a dos intereses estéticos que en más de una ocasión no se complementan sino que se chocan entre sí». Sergio Martínez de Cine argentino hoy describió que se trata de «un atrapante thriller paranormal ambientada en el conurbano bonaerense que le da una bocanada de aire fresco tanto al genero como al cine argentino».